# Christian von Kaphengst

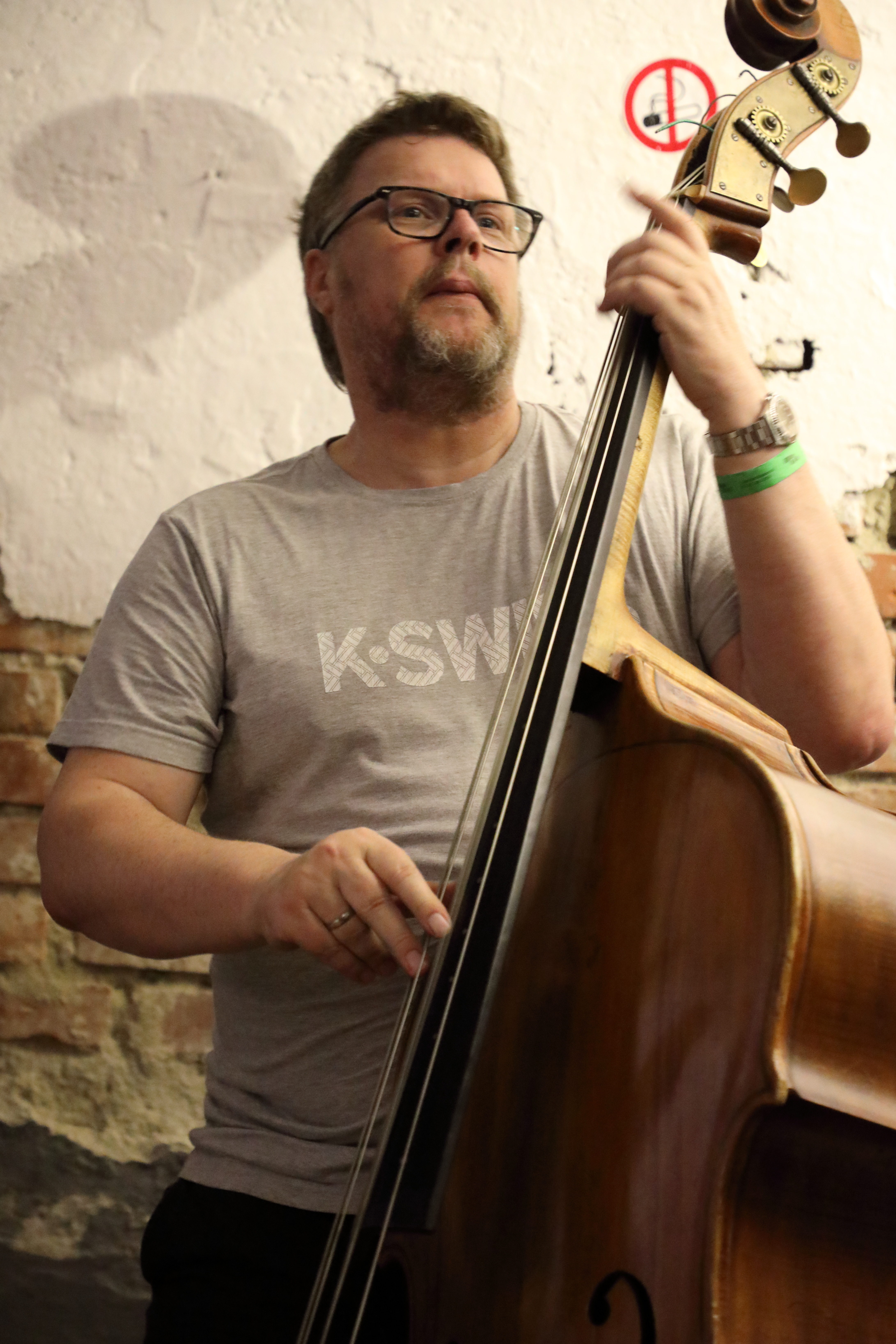
Mit Web Web auf dem INNtöne Jazzfestival 2019

Christian von Kaphengst  (* 22. November 1966 in Mainz) ist ein deutscher Produzent, Komponist, Arrangeur und E- und Kontrabassist.

## Werdegang
Schon mit sechs Jahren nahm von Kaphengst klassischen Klavierunterricht im Peter-Cornelius-Konservatorium Mainz. Ab 1979 wurde er durch Norbert Banz am klassischen Kontrabass unterrichtet.
Von 1988 bis 1995 studierte von Kaphengst Jazz-Kontrabass bei Rainer Linke sowie Instrumentalpädagogik an der Musikhochschule Köln. Schon während seines Studiums spielte er als Bassist in verschiedenen Projekten und Bands – unter anderem mit Richie Cole, Allan Praskin, Peter Fessler und Albert Mangelsdorff.
Von Kaphengst war von 1990 bis 1991 Mitglied des Bundesjugendjazzorchesters unter der Leitung von Peter Herbolzheimer. Zusammen mit Bruno Müller (Gitarre), Frank Lauber (Saxophon) und Guido May (Schlagzeug) gründete er 2000 die Band „Café du Sport“.
Das Jazzquartett "Café du Sport" absolvierte im Auftrag des Goethe-Instituts Tourneen nach Indien, Pakistan, in die Türkei sowie nach Westafrika (Senegal, Benin, Togo, Elfenbeinküste, Ghana, Nigeria) und Kamerun.
Seit 1999 ist von Kaphengst regelmäßig Bassist von Patti Austin sowie der New York Voices für europäische Konzerte.
Er ist Musical Director der Jeff-Cascaro-Band, der Frank Lauber-Band sowie des Klassik-Pop Duos Marshall & Alexander und ständiger Bassist der Reihe Talking Jazz mit Till Brönner in Bonn.
Als künstlerischer Berater war er für die Philharmonie Essen (Jazzreihe im RWE-Pavillon), das Klavier-Festival Ruhr 2008 („Happy Birthday Paul Kuhn“) sowie das Classic Open Air 2008 („Till Brönner präsentiert Classics of Jazz“ auf dem Gendarmenmarkt) tätig.
Christian von Kaphengst unterrichtet am Jazz-Institut Berlin (Universität der Künste Berlin / Hochschule für Musik „Hanns Eisler“ Berlin).
Von Kaphengst spielte unter anderem mit Randy Brecker, Nat Adderley, Mark Murphy, Roy Hargrove, Mark Soskin, Kenny Werner, Ack van Rooyen, Jiggs Whigham, Till Brönner, Joe Sample, James Carter, Gunter Hampel, Charlie Mariano, Jens Winther, Hiram Bullock, Toots Thielemans, Georgie Fame, Peter Eldridge, Peter Erskine, Dieter Reith und Bobby Shew. Außerdem war er für Katja Ebstein, Xavier Naidoo, Roachford, Sylvia Vrethammar und Yvonne Catterfeld tätig.
Seit 2002 ist Christian von Kaphengst auch als Produzent aktiv. Er produzierte Künstler wie Charlie Mariano, Till Brönner, Helen Schneider und Torsten Goods.
Seit 2017 spielt er in der Band Web Web mit Roberto Di Gioia, Tony Lakatos und Peter Gall.

## Auszeichnungen und Preise
Von Kaphengst ist Preisträger von Jugend musiziert (1986), Jugend jazzt (1988) und dem Hennessy Jazz Search (2000).

## Diskografische Hinweise
- 2019: Web Web: Dance of the Demons (mit Roberto Di Gioia, Tony Lakatos, Peter Gall, Majid Bekkas)
- 2015: Howard Shore: Maps to the Stars - An David Cronenberg Film (Original Motion Picture Soundtrack)
- 2008: Torsten Goods: 1980
- 2007: Mark Murphy: Love Is What Stays
- 2007: Christoph Titz: When I Love
- 2007: Barbara Schöneberger: Jetzt singt sie auch noch
- 2005: Mark Murphy: Once to Every Heart
- 2004: Café du Sport: 2nd Service
- 2004: James Last: They Call Me Hansi
- 2002: Café du Sport: Jazzquartett
- 1996: Chris Walden: Ticino
- 1996: Christof Sänger: Chorino (Preis der Deutschen Schallplattenkritik)
- 1993: Peter Fessler: Don’t Tell Me